# Spaladium Arena
Spaladium Arena – wielofunkcyjna hala sportowa w Splicie w Chorwacji. Jest częścią kompleksu Spaladium Centar. Jej budowę rozpoczęto 4 września 2007 roku, a otwarcie nastąpiło 27 grudnia 2008. Pojemność hali wynosi 10 941 widzów. Jest usytuowana w ścisłym centrum Splitu. Została wybudowana z myślą o organizacji Mistrzostw Świata w Piłce Ręcznej 2009, których gospodarzem była Chorwacja. Ze względu na swoją wielkość, funkcjonalność oraz położenie, Spaladium Arena może być obiektem wielu ważnych wydarzeń sportowych, kulturalnych, biznesowych; koncertów, targów, wystaw, kongresów itp.

## Mistrzostwa Świata w piłce ręcznej 2009
W Spaladium Arenie w ramach MŚ 2009 łącznie odbyło się 16 spotkań, w tym: 15 spotkań I fazy grupowej (również mecz otwarcia) oraz jeden półfinał.

## Galeria zdjęć

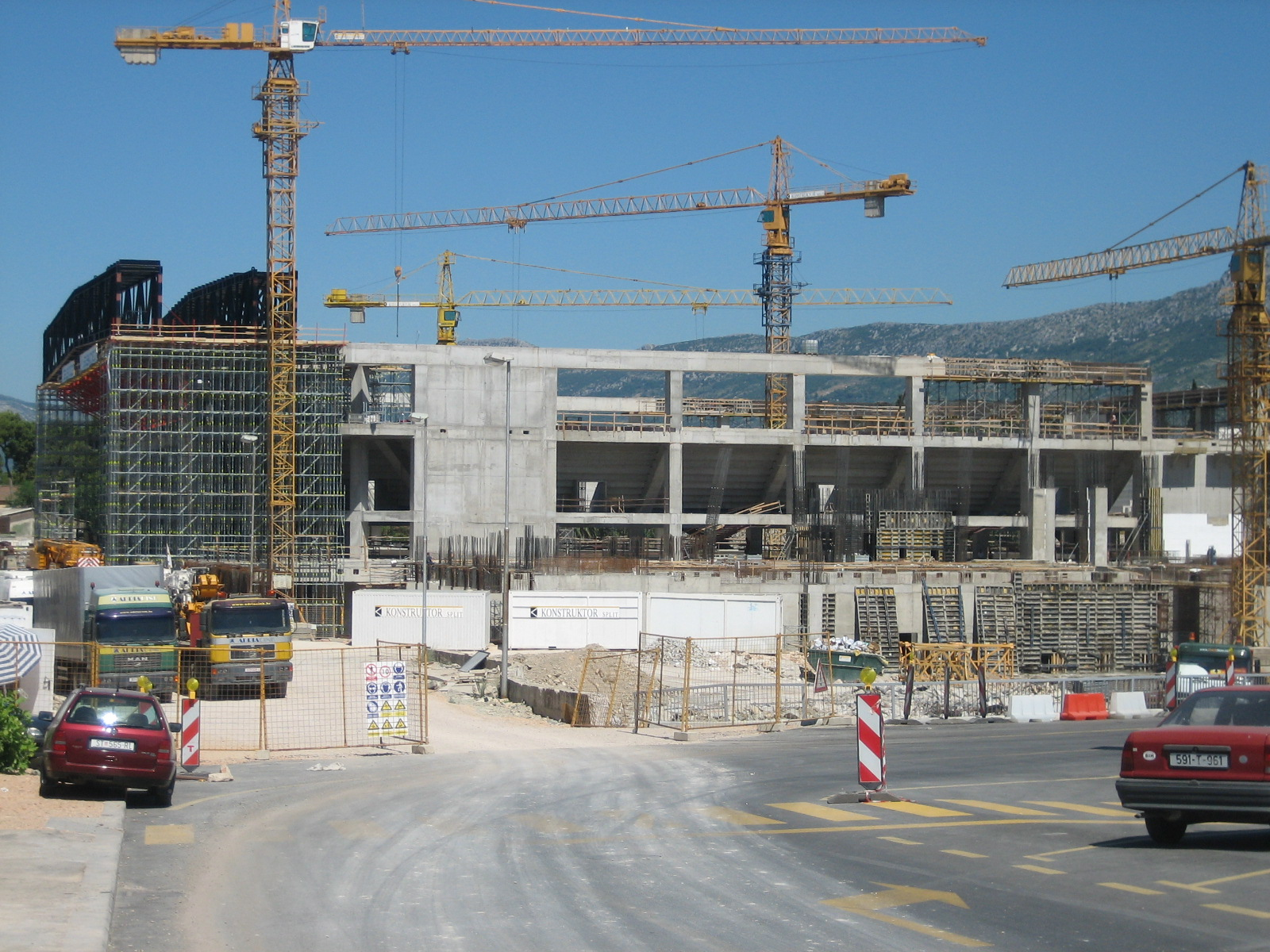
Budowa Spaladium Areny (lipiec 2008)
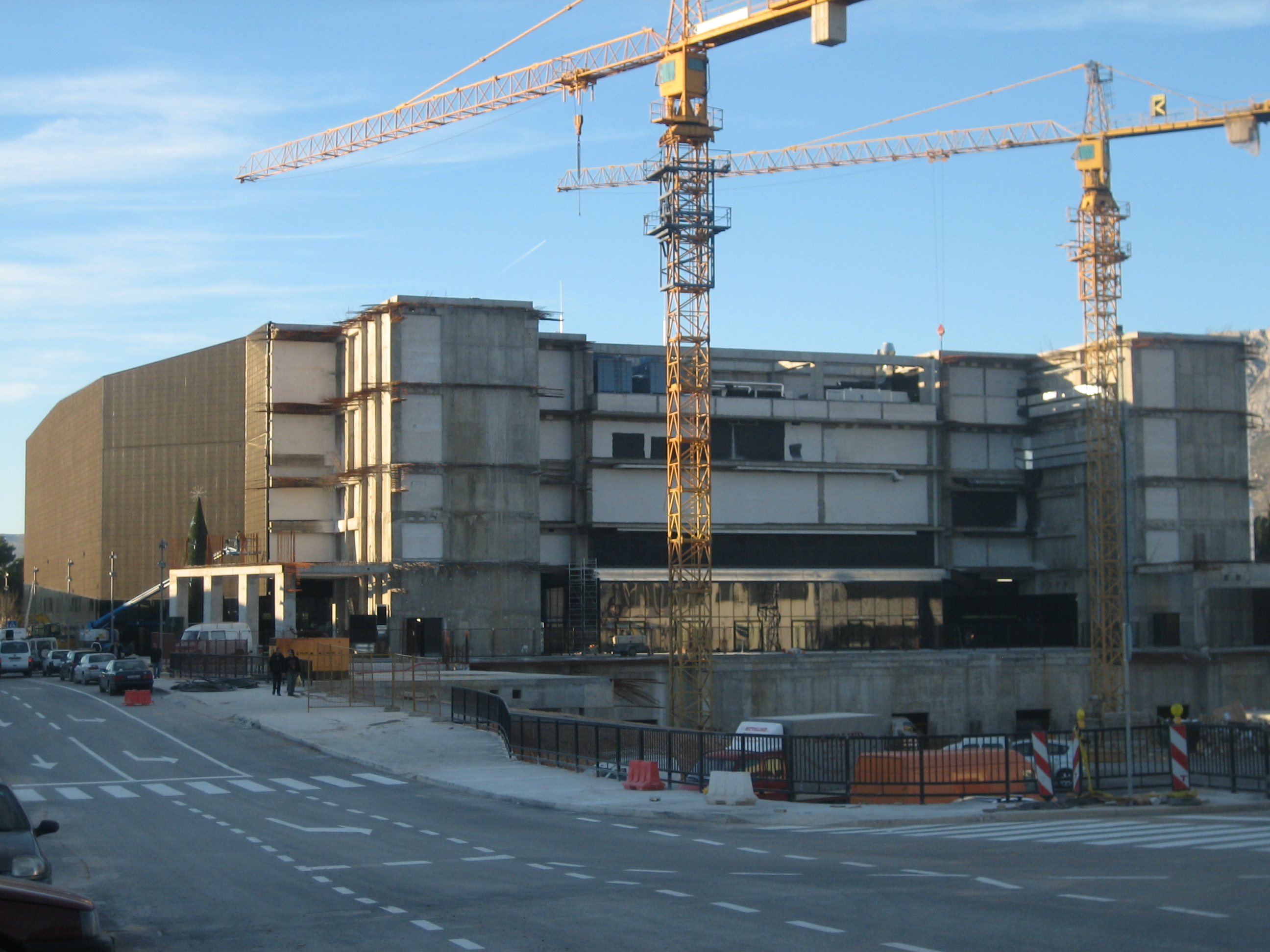
Budowa Spaladium Areny (grudzień 2008)
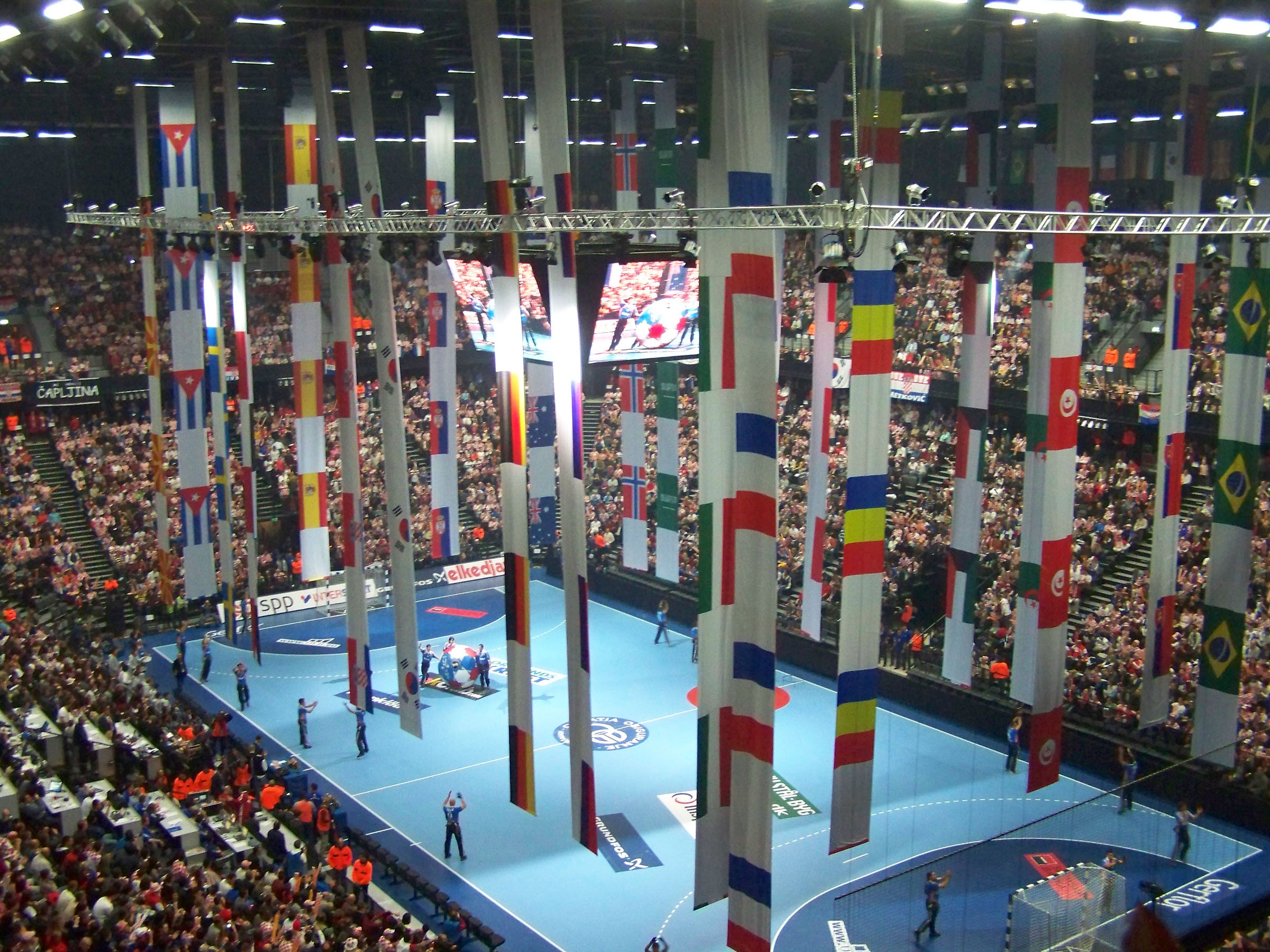
Ceremonia otwarcia MŚ 2009 w piłce ręcznej
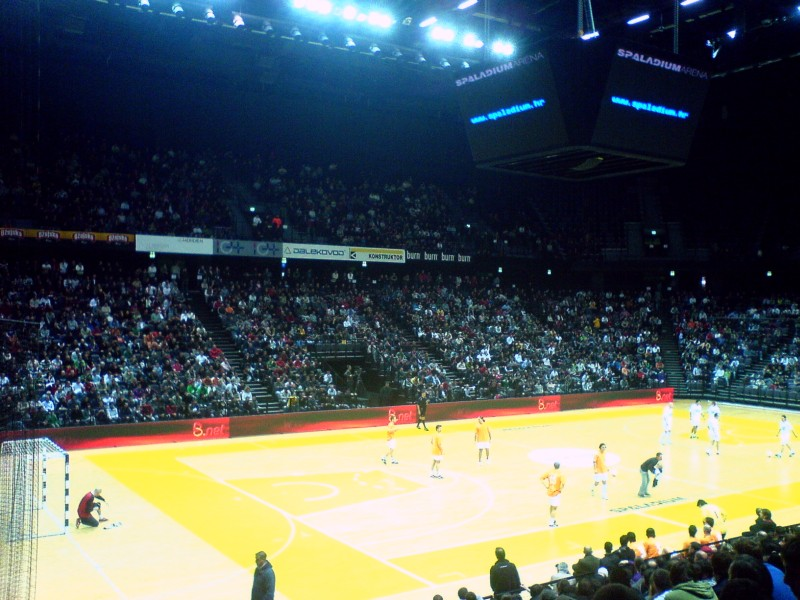
Turniej fustalu